# Noize MC
Noize MC, właściwie Iwan Aleksandrowicz Aleksiejew (ros. Иван Александрович Алексеев; ur. 9 marca 1985 w Jarcewie) – rosyjski piosenkarz, raper, autor piosenek i aktor.

## Życiorys

### Wczesne lata
Urodził się w Jarcewie, jest synem muzyka i chemiczki. Jego rodzice rozwiedli się w 1994. W wieku 8-9 lat zaczął pisać swoje pierwsze wiersze, jako dziesięciolatek zainteresował się muzyką. Zimą 1995-1996 dostał się do szkoły muzycznej, gdzie uczył się gry na gitarze klasycznej. W 1997 przeprowadził się z matką do Biełgorodu, gdzie dwukrotnie wygrał lokalny konkurs gry na gitarze: w 1998 i 2000. W 2001 ukończył naukę w szkole muzycznej, rok później ukończył liceum z bardzo dobrymi wynikami.
W wieku trzynastu lat założył swój pierwszy zespół rockowy, grający muzykę inspirowaną twórczością grup, takich jak np. Nirvana i The Prodigy. Uczęszczał do Rosyjskiego Państwowego Uniwersytetu Humanistycznego, przez co musiał przeprowadzić się do Moskwy, porzucając swój zespół.

### Kariera
W 2003 założył zespół Protivo Gunz, grający rocka alternatywnego, w którego skład wchodzili jego koledzy z uczelnianego akademika. W tym czasie zaczął komponować demówki, większość sygnowanych pseudonimem Noize MC, które później udostępniał w Internecie. W latach 2003–2005 brał udział w wielu pojedynkach freestyle’owych oraz klubowych konkursach muzycznych. Równolegle koncertował z zespołem Protivo Gunz, występując w stołecznych klubach i barach. 

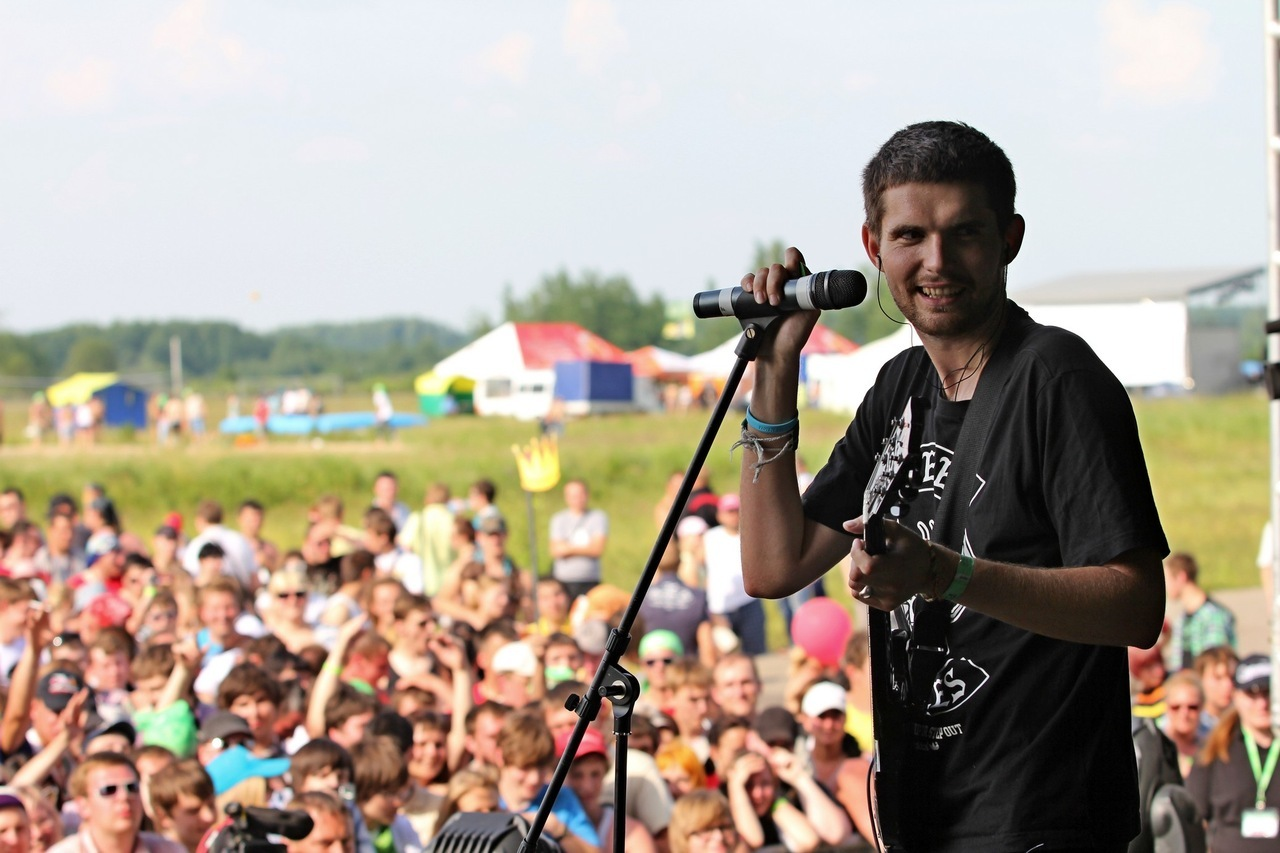
Noize MC na koncercie, 2011

W marcu 2005 wygrał festiwalu kultury ulicznej Snickers Guru Clan, pokonując w finałowym pojedynku Younga MC. Dzięki zwycięstwu otrzymał propozycję zostania jurorem i prowadzącym inny, większy festiwal – Snicckers Urbania. W maju tego samego roku przeprowadził się z akademika do wynajmowanego mieszkania na ulicy Stary Arbat, ciągle grał też koncerty ze swoim zespołem. Po jakimś czasie trafił do studia nagraniowego, a zrealizowane nagrania pojawiły się na różnych albumach kompilacyjnych z muzyką rap. Latem 2006 podpisał solowy kontrakt z wytwórnią płytową Respect Productions, wciąż jednak występował z zespołem Protivo Gunz. 9 września z zespołem wygrał konkurs muzyczny Urban Sound. Dzięki zwycięstwu grupa nagrała teledysk do „Piesnia dla radiojefira” (piosenki z solowego repertuaru rapera), który został pokazany na kanale Muz-TV. W listopadzie utwór zaczął być grany w radiu DFM. 
13 kwietnia 2007 podpisał kontrakt z wytwórnią Universal Music Russia. W tym samym czasie wygrał konkurs internetowy organizowany przez serwis Hip-hip.ru, pokonując ponad 3 tys. raperów z całego świata. Latem tego samego roku zagrał główną rolę w filmie Pawła Lungina Rozygrysz, będącym remakiem produkcji Władimira Menszowa. Raper stworzył też oficjalną ścieżkę dźwiękową do tego filmu. W 2008 ukazał się jego album zatytułowany The Greatest Hits Vol. 1, którego reedycja ukazała się w 2010. W tym samym roku premierę miała jego nowa płyta studyjna zatytułowana Poslednij Albom, którego reedycja została wydana w 2014.

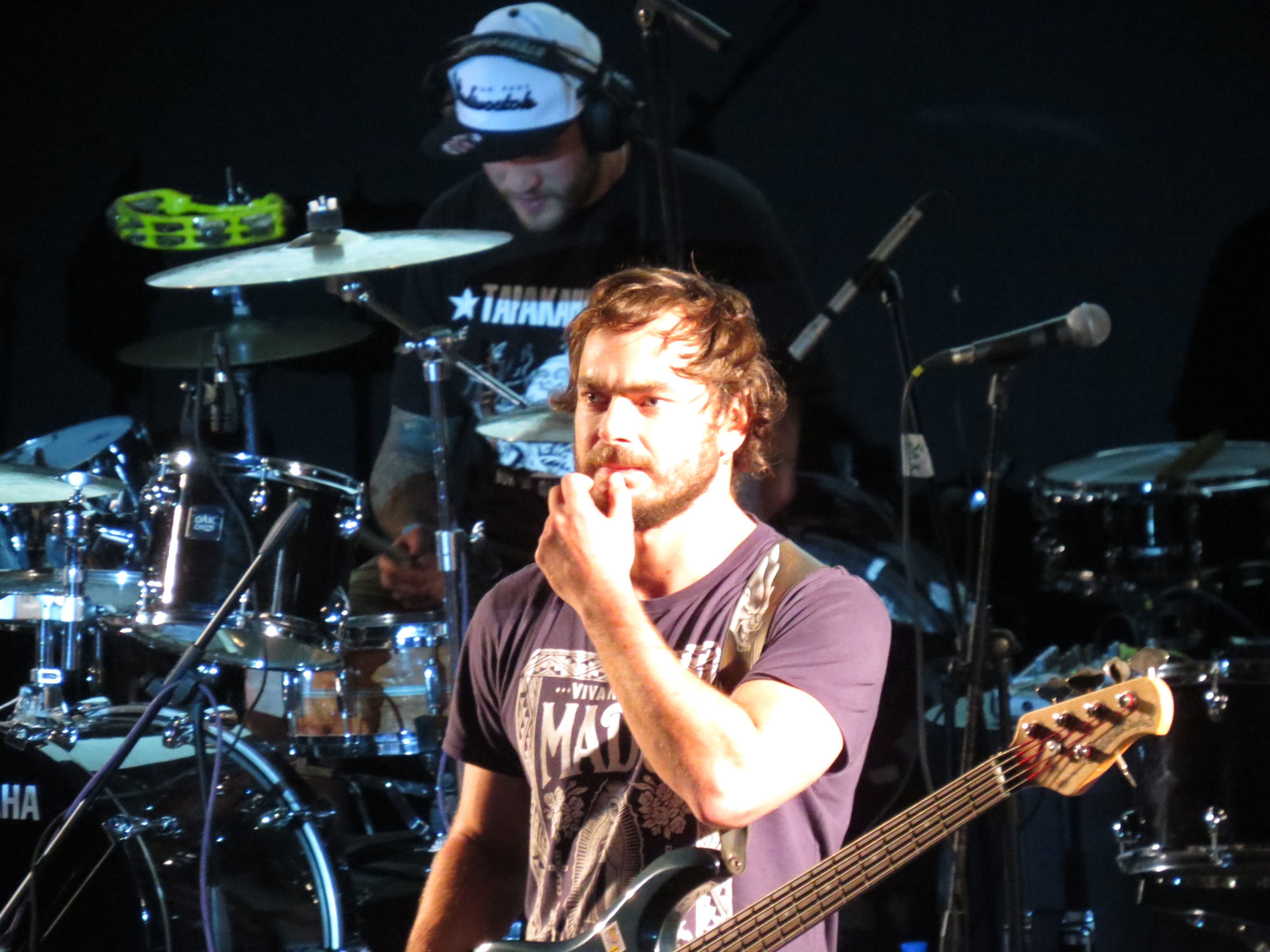
Noize MC podczas występu na koncercie RockUznik, 22 września 2013

W 2010 napisał utwór „Mercedes S666”, będący protest songiem przeciwko bezkarności Anatolija Barkowa, wiceprezesa Lukoil, który w lutym tegoż roku spowodował śmiertelny wypadek samochodowy, w którym zginęła siostra znajomego rapera. Piosenka oraz zrealizowany do niej teledysk zyskały popularność w sieci. W tym samym roku raper był nominowany do Europejskiej Nagrody Muzycznej MTV dla najlepszego rosyjskiego wykonawcy.
W 2012 wydał swój kolejny album studyjny, zatytułowany Nowyj Albom. W 2013 na rynku ukazały się dwie jego płyty: Protivo Gunz i Nierazbiericha. W 2014 premierę miał jego szósty album pt. Hard Reboot, którego reedycja została wydana w 2015. W 2014 ponownie nominowany był do Europejskiej Nagrody Muzycznej MTV dla najlepszego rosyjskiego wykonawcy. W 2015 wydał swój kolejny album studyjny, zatytułowany *Kustik*.
16 grudnia 2016 wydał swój ósmy album studyjny zatytułowany Car gory.

### Działalność polityczna
Noize MC był jednym z wielu osobowości publicznych, które poparły demonstrację antyrządową organizowaną 10 grudnia 2011. W sierpniu 2014 wystąpił na Ukrainie podczas interwencji Rosjan. Podczas występu na festiwalu we Lwowie muzyk wyjął ukraińską flagę, którą zadedykował „wszystkim ofiarom wojny informacyjnej”. Większość jego kolejnych koncertów została anulowana, głównie z powodu zakazów narzuconych właścicielom lokali przez władze. W listopadzie raper wyznał, że jego zespół trafił na czarną listę w Rosji.

## Dyskografia

### Albumy studyjne
- The Greatest Hits Vol. 1 (2008)
- The Greatest Hits Vol. 2 (2010)
- Poslednij Albom (2010)
- Nowyj Albom (2012)
- Protivo Gunz (2013)
- Nierazbiericha (2013)
- Hard Reboot (2014)
- Hard Reboot 3.0 (2015)
- *Kustik* (2015)
- Car gory (2016)
- Hiphopera: Orfeusz & Eurydyka (Хипхопера: Орфей & Эвридика) (2018)
- XV (2019)
- Bыход в город (2021)